# Coleroon
Coleroon, även kallad Kollidam, är den norra flodarmen av den indiska floden Kaveri när den bildar floddeltat vid Thanjavur.